# Academset

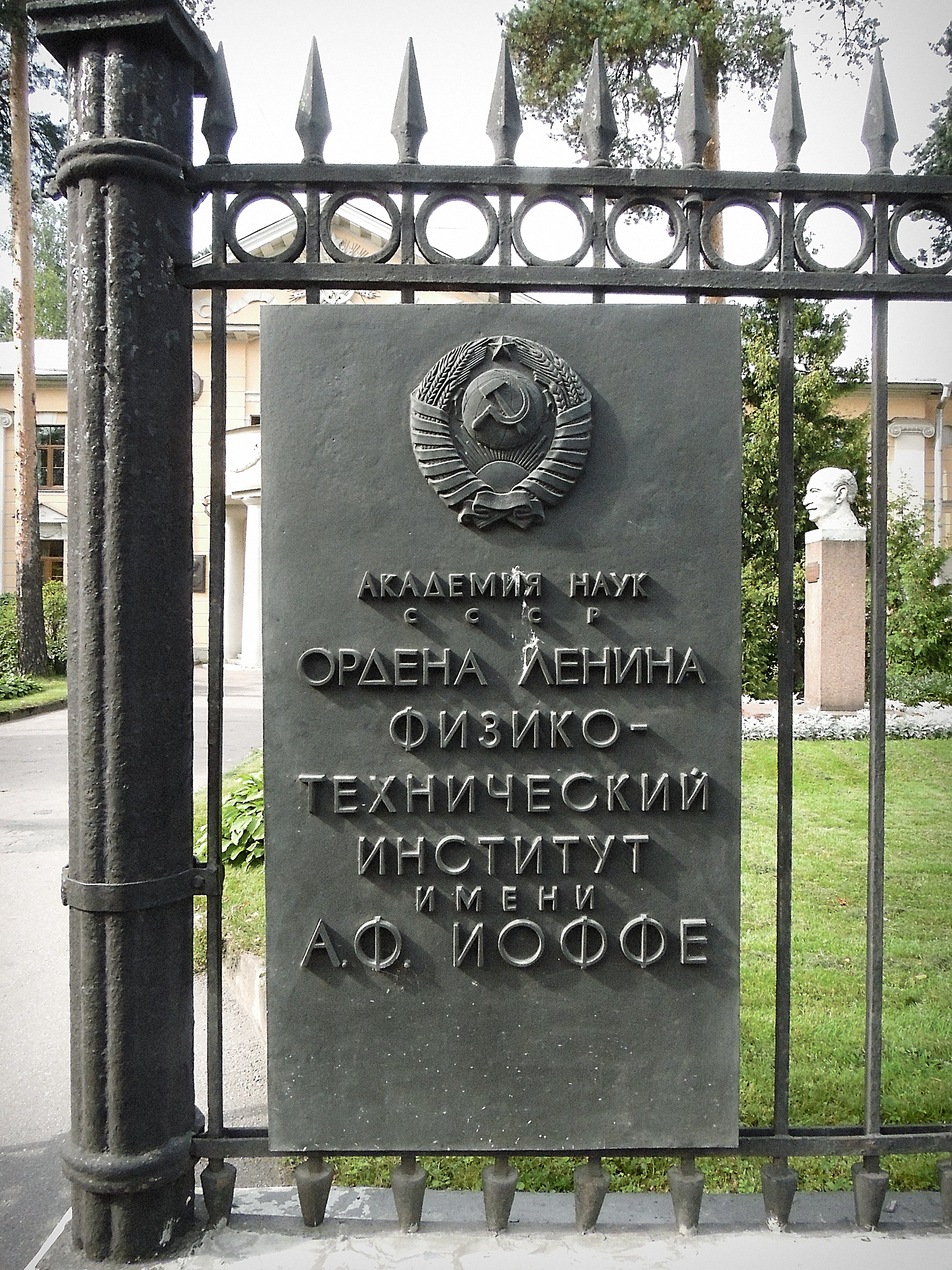
L'Institut Ioffe est la base du réseau académique de l'URSS

Academset ( russe : Академсеть    , Academic Network), ou All- Union Academic network - était un réseau informatique visant à fournir une connexion numérique à des institutions scientifiques et civiles à travers l'URSS, créé en 1974. Après la dissolution de l'Union soviétique, il fut recréé sous le nom de ROKSON (РОКСОН) , et de nos jours ses composants existants peuvent être considérés comme un réseau local au sein du Runet et d'Internet . 

## Création et développement
En 1974, à Leningrad, à l'Institut physique et technique d'Ioffe, une subdivision informatique fut créée, le Centre informatique de Leningrad (ЛВЦ / LVC) de l' Académie des sciences de l'Union soviétique (АН СССР / AN SSSR). L'objectif principal de LVC était la création du Centre de calcul à usage collectif (ВЦКП / VCKP) pour le personnel de toutes les institutions (plus de 40) du Centre scientifique de Leningrad (ЛНЦ / LNC). Il s'est avéré efficace, ce qui a été particulièrement remarqué par l'Académie et les autorités de la ville et du pays, et à la fin de 1977, le VCKP était utilisé par plus de 15 institutions scientifiques de la ville, qui exploitaient les performances informatiques du Centre. Par la suite, le Présidium de l'AN SSSR demanda au gouvernement de l'Union soviétique de convertir LVC en Centre informatique de recherche de Leningrad (ЛНИВЦ / LNIVC) fondé le 19 janvier 1978. Des établissements non universitaires, notamment des usines, commencèrent alors à rejoindre son réseau, connu dès lors sous le nom de ИВСКП / IVSKP - "Système d'information et informatique à usage collectif".
En 1986 à Bruxelles, une analyse de l'OTAN a été publiée, intitulée "Le statut de la science civile soviétique". Il contenait une section dédiée à Akademset, y compris son programme prévu pour toute l'Union. Il a été déclaré que "la première phase du réseau a été acceptée pour exploitation en 1986 par une commission gouvernementale, comprenant environ 55 ordinateurs interactifs".